# Deng Lijuan
Deng Lijuan (Leiyang, 12 maggio 2000) è un'arrampicatrice cinese specializzata nella velocità, medaglia d'argento alle Olimpiadi di Parigi 2024.

## Biografia
Deng cominciò a praticare sport all'età di 15 anni, in una sports school nella provincia dello Hunan. Si avvicinò alla disciplina dello speed climbing grazie al suo attuale allenatore, Zhang Ning. Ha iniziato a gareggiare in competizioni ufficiali a 18 anni, partecipando alla stagione della Coppa del mondo di arrampicata 2018. Nello stesso anno partecipò ai Campionati asiatici giovanili di arrampicata in tutte e tre le discipline (velocità, difficoltà e boulder). Vinse l'oro nella velocità, mentre si posizionò rispettivamente 12ª e 16ª nelle altre due specialità. Da allora compete solo nelle gare di velocità.
Dal 2018 in poi continua a competere nel circuito della Coppa del mondo, vincendo alcune tappe ma senza mai posizionarsi sul podio complessivo di fine stagione.
Nell'estate del 2023 partecipò ai Giochi asiatici di Hangzhou, conquistando la medaglia d'oro nella staffetta speed femminile e l'argento nella velocità, venendo sconfitta in finale dall'indonesiana Desak Made Rita Kusuma Dewi. A novembre dello stesso anno staccò il pass per i Giochi olimpici di Parigi, vincendo la IFSC Asian Qualifier a Giacarta, in Indonesia.
Alla 33ª edizione dei giochi olimpici, nel 2024, ha partecipato nella specialità dello speed. Superata la prima fase ha sconfitto ai quarti di finale l'indonesiana che l'aveva battuta in finale a Hangzhou 2022. Ha conquistato l'accesso alla finale vincendo contro Rajiah Sallsabillah per tre centesimi. In finale si è scontrata con la detentrice del record del mondo Aleksandra Mirosław, perdendo con il tempo di 6"18, nuovo record asiatico.

## Palmarès
- Giochi olimpici

Parigi 2024:  Argento nella velocità femminile
- World Games

Chengdu 2025:  Oro nella velocità femminile;  Oro nella staffetta femminile
- Giochi asiatici

Hangzhou 2022:  Oro nella staffetta femminile;  Argento nella velocità femminile